# Théorème de Darboux (analyse)
Pour l’article homonyme, voir Théorème de Darboux (géométrie).
En mathématiques, et plus particulièrement en analyse, le théorème de Darboux est un théorème démontré par Gaston Darboux en 1875 et qui étend le théorème des valeurs intermédiaires aux fonctions non nécessairement continues mais seulement dérivées de fonctions réelles.

## Énoncé
Théorème de Darboux — Soit f une fonction réelle, dérivable sur un intervalle [a, b]. Pour tout réel k compris entre {\displaystyle f'(a)} et {\displaystyle f'(b)}, il existe un réel c, compris entre a et b, tel que {\displaystyle k=f'(c)}.
Formulation équivalente — Soit f une fonction réelle dérivable sur un intervalle I, alors {\displaystyle f'(I)} est un intervalle.

## Démonstrations
Il existe plusieurs démonstrations. La preuve originelle de Darboux,,, repose essentiellement — comme celle du théorème de Rolle — sur le théorème des bornes et le théorème de Fermat sur les extrema locaux. D'autres, comme celle de Lebesgue,, ou une variante récente (ci-dessous), utilisent d'autres résultats d'analyse élémentaire : le théorème des valeurs intermédiaires joint au théorème de Rolle ou des accroissements finis. L'utilisation du théorème des valeurs intermédiaires est parfois implicite,.

## Historique
Une fonction réelle f, définie sur un intervalle I, vérifie la propriété des valeurs intermédiaires si, u et v étant les deux valeurs prises par f respectivement en deux points quelconques a et b de I, toutes les valeurs comprises entre u et v sont également prises par f lorsque la variable varie de a à b. C'est le cas des fonctions continues, ce résultat constituant le théorème des valeurs intermédiaires.
Au XIXe siècle, la plupart des mathématiciens pensaient que, réciproquement, une fonction f sur I qui vérifie la propriété des valeurs intermédiaires est nécessairement continue sur I. Autrement dit, la propriété des valeurs intermédiaires serait une caractéristique des fonctions continues. En 1875, Darboux mit un terme à cette conviction,, en prouvant d'une part qu'il existe des fonctions dérivables dont la dérivée n'est continue sur aucun intervalle et d'autre part (voir supra), que toute fonction dérivée vérifie la propriété des valeurs intermédiaires.

## Les fonctions de Darboux
Dans son mémoire, Darboux donne l'exemple suivant de fonction F dérivable dont la dérivée f n'est continue sur aucun intervalle.
Il utilise une première fonction, qui est dérivable en tout point, mais dont la dérivée est discontinue en 0 :
{\displaystyle \varphi \colon \mathbb {R} \rightarrow \mathbb {R} ,\ x\mapsto {\begin{cases}x^{2}\sin(1/x)&{\text{si }}x\neq 0\\0&{\text{sinon.}}\end{cases}}}
Pour toute série {\displaystyle \sum {a_{n}}} absolument convergente, il définit ensuite la fonction :
Il prouve que cette fonction est dérivable en tout point, de dérivée :
et affirme qu'on obtient ainsi une fonction F dont la dérivée f n'est continue en aucun rationnel.
D'après le théorème de Darboux, la fonction f ci-dessus vérifie donc la propriété des valeurs intermédiaires sur tout intervalle, tout en n'étant continue sur aucun intervalle.
Depuis, on appelle fonction de Darboux toute fonction vérifiant la propriété des valeurs intermédiaires. Ces fonctions ont été très étudiées, en relation avec la propriété d'être de classe de Baire 1,.
De telles fonctions sont nombreuses. Toute fonction continue est une fonction de Darboux. La dérivée {\displaystyle \varphi '} de la fonction {\displaystyle \varphi } définie ci-dessus est une fonction de Darboux discontinue en 0. Toute fonction réelle est somme de deux fonctions de Darboux ; plus généralement, les fonctions réelles de toute famille ayant au plus la puissance du continu sont toutes sommes de deux fonctions « fortement Darboux » dont l'une est fixe, une fonction f étant dite fortement Darboux si f(I) = ℝ pour tout intervalle I contenant au moins deux points (une telle fonction est automatiquement de Darboux et discontinue en tout point). Les éventuelles discontinuités d'une fonction de Darboux f sont toujours essentielles ; plus précisément, si f est, par exemple, discontinue à droite en un point alors, en ce point, f n'a pas de limite à droite, même infinie. Une fonction de Darboux est continue si (et seulement si) tous ses ensembles de niveau sont fermés,.
Le théorème de Darboux énonce que la dérivée d'une fonction dérivable est une fonction de Darboux.
La réciproque est fausse. En effet, on sait que toute fonction dérivée est à la fois borélienne et continue sur un ensemble dense et il existe des fonctions « fortement Darboux » (donc discontinues en tout point), comme celles mentionnées ci-dessus ou celles construites par Lebesgue ou par Conway ; il en existe même qui ne sont pas Lebesgue-mesurables,,.

## Applications
Ce théorème peut servir à montrer qu'une fonction n'admet pas de primitive, en montrant qu'il existe un intervalle sur lequel cette fonction ne vérifie pas le théorème des valeurs intermédiaires. Un exemple trivial est donné par la fonction partie entière.